# Playa de Riboira
La playa de La Riboira es una de las playas del concejo asturiano de El Franco, en el occidente de Asturias y situada en la localidad de La Caridad. Su forma es rectilínea con una longitud aproximada de 180 metros y una anchura media de unos quince metros. Su lecho es de gran cantidad de cantos rodados y escasa arena de color gris por lo que su grado de ocupación es muy bajo. Está situada en un entorno rural con una urbanización escasa.
Los únicos visitantes que suele tener la playa son pescadores ya que su acceso tiene una cierta dificultad pues la bajada del acantilado, que al comienzo son unas escaleras, continúa por un sendero en forma de zigzag que es bastante largo y tiene mucho peligro. Es una playa sin servicio alguno y la actividad más recomendada es la pesca submarina. Por sus proximidades pasa la «senda costera» E-9 de Viavélez a Ortiguera.